# Ogrezeni
Ogrezeni là một xã thuộc hạt Giurgiu, România. Dân số thời điểm năm 2002 là 4970 người.